# إزيو كاردي
إزيو كاردي (بالإنجليزية: Ezio Cardi)‏ مواليد 24 أكتوبر 1948 في إيطاليا، هو دراج إيطالي سابق. سبق أن شارك في دورة الألعاب الأولمبية الصيفية.

## روابط خارجية
- إزيو كاردي على موقع أرشيف الدراجات (الإنجليزية)
- إزيو كاردي على موقع أوليمبيديا (الإنجليزية)
- * إزيو كاردي  على موقع SportsReference  - سبورتس رفرنس